# メイド戦記
『メイド戦記』（メイドせんき）は、RANによる日本の漫画作品。『月刊少年シリウス』（講談社刊）にて2007年6月号から2011年4月号まで連載。

## 登場人物
アレクサンドロス・アーバンズブールII世

カカオ・サードニクス

バナ・タンザナイト

リキューレ・ダイアモンド

コニヤ・ペリドット

ミント・トルマリン

バニラ・シトリン

キルシュ・コーラル

## 単行本
1. 2007年9月21日発売[1] ISBN 978-4-06-373088-3
2. 2008年2月22日発売[1] ISBN 978-4-06-373103-3
3. 2008年8月22日発売[1] ISBN 978-4-06-373128-6
4. 2009年3月23日発売[1] ISBN 978-4-06-373160-6
5. 2009年7月23日発売[1] ISBN 978-4-06-373181-1
6. 2010年2月23日発売[1] ISBN 978-4-06-376209-9
7. 2010年7月9日発売[1] ISBN 978-4-06-376227-3
8. 2011年2月9日発売[1] ISBN 978-4-06-376252-5
9. 2011年3月9日発売[1] ISBN 978-4-06-376259-4